# Greenwich (districte)
|  | Per a la població del districte de Greenwich, amb el mateix nom, vegeu Greenwich |

Greenwich és un districte del sud-est de Londres, Regne Unit, amb estatus de districte reial. Va ser un dels cinc districtes londinecs a acollir els Jocs Olímpics d'estiu del 2012, als Royal Artillery Barracks (tir esportiu), Greenwich Park (hípica), The O₂ –antic Millennium Dome– (gimnàstica i bàsquet).
El districte es troba al sud del riu Tàmesi entre Depford i Thamesmead. Greenwich limita amb Bexley a l'est, Bromley al sud, Lewisham a l'oest i Tower Hamlets i Newham al nord, a l'altra banda del riu.
És conegut pel meridià de Greenwich o meridià zero.

## Història
Es va formar el 1965 de les antigues zones de Greenwich i la major part de Woolwich, excepte North Woolwich que forma part de Newham.
El nom de Charlton es va considerar breument com a nom del districte. A Greenwich se li havia de tornar l'estatus de ciutat, i que si hagués estat acceptat s'hagués anomenat Ciutat de Greenwich.
El 2012, la reina Elisabet II va donar el títol de Reial al districte.

## Barris
El districte de Greenwich està compost pels següents barris.

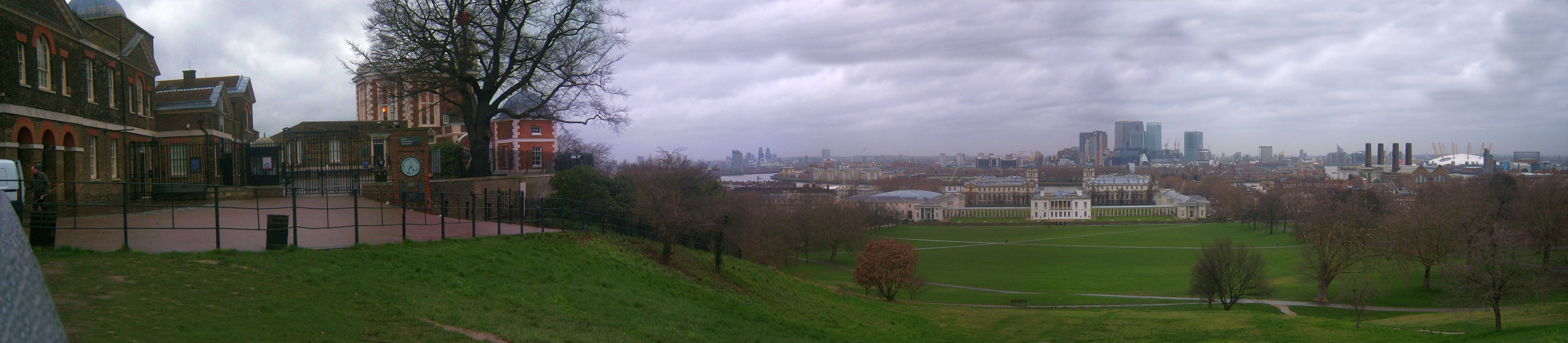
Greenwich i Observatori

- Abbey Wood
- Charlton
- Eltham
- Horn Park
- Greenwich
- Kidbrooke
- Plumstead
- Shooter's Hill
- Woolwich

I parts de
- Blackheath
- Chislehurst
- Deptford
- Lee
- Lewisham
- Mottingham
- Sidcup
- Thamesmead